# 羅曼酒店

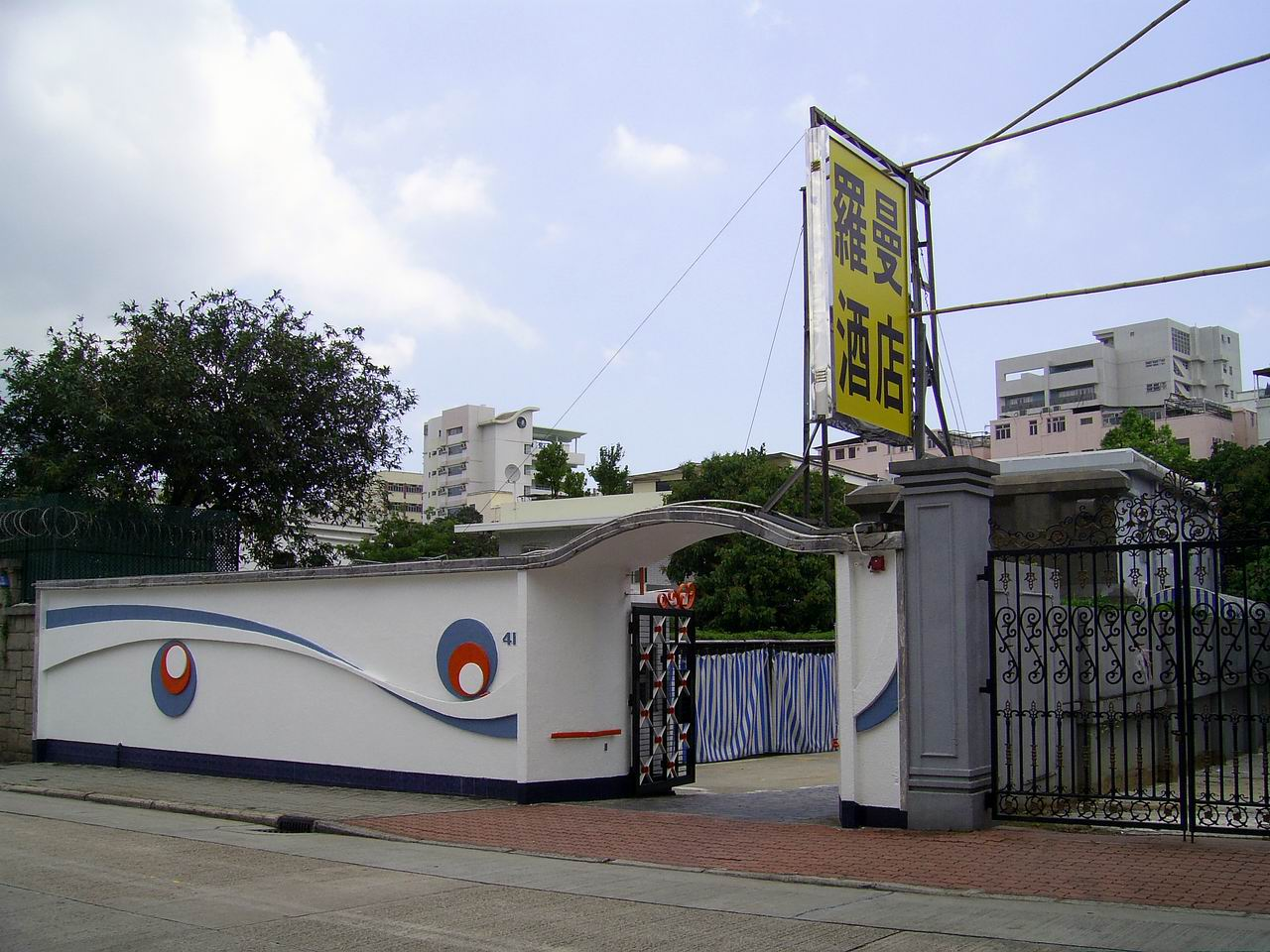
羅曼酒店，原為李小龍故居「栖鶴小築」

羅曼酒店是香港一間前時鐘酒店，位於九龍九龍塘金巴倫道41號，前身是著名武術家李小龍的故居「栖鶴小築」。

## 歷史
別墅「栖鶴小築」建於1970年代初。1973年初，由嘉禾電影公司主席鄒文懷、小麒麟、胡奀家族和電影商黎姑娘等購入，租了給李小龍一家。
李小龍去世後，富商余彭年在1974年9月，以85萬港元購入別墅，連同裝修成本共100萬元。裝修後長年出租作時鐘酒店之用，命名為「羅曼酒店」。期間別墅建築並沒有明顯的改動。

### 擬建「李小龍紀念館」
2008年汶川大地震後，余彭年將其九龍塘五塊地皮出售，包括羅曼酒店，每幅地皮捐出2,988萬港元予地震災民。李小龍故居的出售，引來李小龍迷組織的關注，希望香港政府能盡速收購李小龍故居作博物館之用。
該地皮於同年6月26日截標出售。在李小龍迷組織及一批電影文化界人士關注之下，雖然有準買家出價逾一億元洽購，業主余彭年決定擱置出售，並於7月8日表示願意捐出地皮興建「李小龍紀念館」，但須獲政府支持更改現時物業用途，及在地皮上增建一幢20,000多平方呎的新建築物，作為博物館及電影館等之用，並稱政府不支持有關建議，考慮收回地皮再出售。
2009年1月6日商務及經濟發展局局長劉吳惠蘭與余彭年會面，雙方同意回復故居原貌，建成李小龍紀念館。余彭年表示，願意無條件捐出物業，但他希望政府能興建一個具規模的大型李小龍紀念館，發展成為有吸引力的旅遊景點。他建議設有武術館、電影館和圖書館等設施，並希望日後由政府管理。
2009年11月美國《時代雜誌》網站票選廿五項「遊客不容錯過的亞洲體驗」，參觀李小龍故居成為當中的第13位。
2011年6月26日，香港政府公佈，由於與余彭年在復修問題上分歧，擱置興建李小龍紀念館。從那時起，建築物已空置多時。
2015年5月2日，余彭年病故。余彭年逝世後，遺產有待處理，又適逢租客退租，酒店悄悄結束營業。

### 拆卸
2018年11月，大屋業主「余彭年慈善信託」指大屋計劃翻新為國學研究中心，會提供普通話、中樂訓練班和播音主持等，同時保留李小龍生前最愛的壁畫。不過到同年12月中，有媒體發現故居內部正進行清拆工程。
到2019年7月，業主表示由於工程顧問研究報告指內部日久失修，修復開資龐大而決定拆卸。屋宇署亦已在同年6月批出拆卸申請。不少李小龍影迷感到可惜，錯失發展故居成香港一個紀念李小龍的永久景點。李小龍會表示11年來的努力白費，在拆卸的兩星期內發起全球聯署促請政府介入。
2019年9月24日，李小龙会发布公告，称故居建筑被拆除。李小龍會會長黃耀強對政府感到失望同憤怒，香港人只能眼白白看見故居消失。

## 外部連結
- 李小龍香港故居，羅曼酒店被拍賣用於賑災
- 香港媒體881903發起網上簽名運動，保留小龍故居作慈善博物館